# Johann Kleinschmidt (Jurist)
Johann Kleinschmidt, auch Johannes (* 5. September 1593 in Rostock; † 5. November 1638 ebenda) war ein deutscher Rechtswissenschaftler und Hochschullehrer.

## Leben
Johann Kleinschmidt war ein Sohn des Rostocker Bürgers Peter Kleinschmidt und dessen Frau Anna, geb. Reimers. Er besuchte eine öffentliche Schule und studierte ab dem Sommersemester 1611 Rechtswissenschaft an der Universität Rostock und dann an weiteren deutschen Universitäten. Nach Bildungsreisen durch Frankreich, England und Holland wurde er am 4. September 1620 in Basel zum Dr. iur. utr. promoviert. Im September 1621 heiratete er in Rostock Margarethe Kichler (* 25. März 1603; † 19. April 1665), Tochter des mecklenburgischen Hofrates Barthold Kichler und Enkelin des Bartholomäus Klinge, Professor der Dialektik und Rhetorik sowie des Rechts in Rostock.
Der Rostocker Rat ernannte ihn 1632 als Nachfolger von Thomas Lindemann zum rätlichen ordentlichen Professor der Institutionen an der Juristischen Fakultät der Universität. Ab 1633 war er zudem akademischer Assessor beim mecklenburgischen Hof- und Landgericht. 1637 hatte er die Funktion des Rektors inne. Er verstarb nach kurzer Krankheit in seinem 45. Lebensjahr. Die Trauerrede der Hochschule wurde von Johann Huswedel gehalten, die der Juristischen Fakultät von Heinrich Rahn. Sein Nachfolger im Amt wurde Joachim Schnobel.